# 19518 Moulding
19518 Moulding este un asteroid din centura principală de asteroizi.

## Descriere
19518 Moulding este un asteroid din centura principală de asteroizi. A fost descoperit pe 10 noiembrie 1998 la Socorro, New Mexico, în cadrul proiectului LINEAR. Asteroidul prezintă o orbită caracterizată de o semiaxă mare de 2,25 ua, o excentricitate de 0,10 și o înclinație de 5,3° în raport cu ecliptica.